# Île des Manchots
Île des Manchots (franska, översatt Pingvinön) är en ö i Antarktis. Den ligger i havet utanför Östantarktis. Frankrike gör anspråk på området.